# Сапфировая мухоловка
Сапфировая мухоловка (Ficedula sapphira) — вид птиц из семейства мухоловковых. Выделяют три подвида.

## Распространение
Обитают на территории Бангладеш, Бутана, Китая, Индии, Лаоса, Мьянмы, Непала, Таиланда и Вьетнама. Естественной средой обитания являются субтропические или тропические влажные горные леса.

## Описание
Длина тела 10—12 см. Вес 7—8 г. Небольшие птицы с маленькими клювами. Верхние части тела самцов окрашены в синий цвет. У самцов номинативного подвида в брачном оперении яркие ультрамариново-синие лбы.

## Биология
Рацион не очень хорошо изучен, но включает мелких беспозвоночных и личинок.

## Охранный статус
МСОП присвоил виду охранный статус LC.